# 独孤楷
独孤楷（?—?），本姓李，表字修則中国北周、隋朝軍人、政治人物。
独孤楷之父李屯（独孤屯），是北魏孝文帝漢化鮮卑后裔。
李屯跟随東魏权臣高欢与西魏軍在沙苑作战，战敗被西魏独孤信俘虏，被发配给独孤信家使唤，逐渐得到独孤剑的信任，因此得到赐姓獨孤氏．
独孤楷立战功，为宇文護的随从，官至車騎将軍，封广阿县公，受位右侍下大夫。北周末年，跟随韦孝宽平定淮南。580年，楊堅担任丞相，独孤楷受位開府儀同三司，監督楊堅的親衛兵。
581年，隋朝建立，独孤楷担任右監門将軍，封汝陽郡公。数年後，转任右衛将軍。仁寿初年，出任原州总管。蜀王楊秀驻守益州，文帝楊堅召還楊秀，楊秀犹豫没有起行。朝廷害怕楊秀会作乱，以独孤楷任益州总管，取代楊秀。楊秀果有謀反之意，独孤楷劝諫很久，他才回長安。独孤楷看出楊秀有反悔之意，于是率兵防備。楊秀到达距离益州四十里的興乐，打算反襲独孤楷，秘密派遣随从他的情形，知道无从下手于是作罢。独孤楷在益州广布善政，蜀中父老到唐朝都念及他。
604年，隋煬帝即位，独孤楷转任并州总管。因病失明，上表请求告老还乡。隋煬帝派遣独孤楷長子独孤凌雲監省郡事，以表示重视先朝旧臣。数年後，转任長平郡太守，尚未理事就去世。谥号恭。
其子独孤凌云、独孤平云、独孤滕云、独孤卿云、独孤彦云。
独孤楷弟独孤盛以誠節知名。

## 传記資料
- 《隋書》卷五十五 列传第二十
- 《北史》卷七十三 列传第六十一

## 外部連結
[在维基数据编辑]
 《北史·卷073》，出自李延壽《北史》
 《隋書·卷55》，出自魏徵《隋书》